# The Very Best of Sheryl Crow
The Very Best of Sheryl Crow is het eerste greatest hits-album van de Amerikaanse zangeres Sheryl Crow. Het verscheen aan het einde van 2003.

## Achtergrondinformatie
Na de teleurstellende verkoopresultaten van haar vierde album C'mon C'mon bracht Sheryl een eerste verzameling uit van haar hits. Dit album werd een grote hit, en haar cover van Cat Stevens' The First Cut Is the Deepest evenaarde in de Verenigde Staten bijna het succes van All I Wanna Do.

## Tracklist
01. All I Wanna Do

02. Soak Up the Sun

03. My Favorite Mistake

04. The First Cut Is the Deepest

05. Everyday Is a Winding Road

06. Leaving Las Vegas

07. Strong Enough

08. Light in Your Eyes

09. If It Makes You Happy

10. Run, Baby, Run

11. Picture (met Kid Rock)

12. C'mon, C'mon (met The Corrs)

13. A Change Would Do You Good

14. Home

15. There Goes the Neighborhood

16. I Shall Believe

Andere track listing in de Verenigde Staten

- in plaats van Run, Baby, Run (track 10) verscheen in de VS The Difficult Kind

- in plaats van C'mon, C'mon (track 12) verscheen in de VS Steve McQueen

Bonustracks

VS: 17. The First Cut Is the Deepest (Country Version)

VK: 17. Let's Get Free

D: 17. It's So Easy (met Wolfgang Niedecken)